# Gradski stadion Jagodina
Das Gradski stadion Jagodina (serbisch-kyrillisch Градски стадион Јагодина; deutsch „Städtisches Stadion Jagodina“), auch als Stadion pod Đurđevim brdom (serbisch-kyrillisch Стадион под Ђурђевим брдом; deutsch „Stadion unterhalb des Đurđevo brdo“ bzw. „Đurđevs-Hügel“) bekannt, ist ein Fußballstadion mit Leichtathletikanlage und Heimstätte des FK Jagodina, einem serbischen Fußballverein aus Jagodina, dessen Platzangebot 9.000 Sitzplätze beträgt. Das Stadion ist Teil des Sportski-turistički kompleks Đurđevo brdo, einem großen Sport- und Erholungsgebiet, das sich im äußersten Süden der Stadt befindet.

## Geschichte
Das Stadion wurde nahe dem Stadtzentrum von Jagodina 1958 erbaut und hatte damals eine Kapazität von bis zu 20.000 Zuschauern. Zwischen 2007 und 2008 wurde es komplett renoviert und dafür umgebaut, was das Fassungsvermögen reduzierte. Dabei wurden unter anderem die neuen Tribünen bis auf die Südtribüne komplett mit Sitzplätzen ausgestattet. Die Westtribüne wurde erweitert und zusammen mit der neuen V.I.P.-Räumen überdacht, während die der Nordtribüne mit ihrer Erweiterung von 2.000 Quadratmeter ein Jahr später vollendet wurde. Im Bereich der Nordtribüne befindet sich auch ein kleineres Hotel.
2010 wurde der Bau der sich neben dem Stadion befindenden drei Hilfsplätzen vollendet sowie die Erneuerung des Hauptplatzes beendet. Diese Prozeduren kostete um die 200.000 Euro. Bis Anfang 2011 wurden bereits 2,5 Millionen Euro in das Stadion investiert. Es folgte ein Fitnessstudio im selben Jahr. 2012 wurde eine kleine Gaststätte innerhalb des Stadions mit dem Namen Blue Caffe eröffnet. Ende 2012 erhielt es neue Flutlichter der Stärke 1.500 Lux, deren Anschaffung und Installation etwa. 700.000 € kostete. Ende 2013 wurde auch die Südtribüne mit etwa 2.500 Sitzplätzen ausgestattet.
Nachdem das Stadion von der UEFA grünes Licht erhalten hatte, wurde dort am 15. Oktober 2013 das Qualifikationsspiel der Gruppe A für die Weltmeisterschaft 2014 gegen Mazedonien ausgetragen, welches Serbien mit 5:1 gewann.